# Den lille Chauffør
Den lille Chauffør er en film instrueret af August Blom.

## Handling
Denne artikel mangler et handlingsreferat. Hjælp os med at skrive det.

## Medvirkende
- Carl Lauritzen - James Stevens, fabriksejer
- Helen Gammeltoft - Myriel, Stevens' datter
- Nicolai Johannsen - Cecil Hagan
- Ellen Kornbeck - Cora van Straat
- Volmer Hjorth-Clausen